# Crematogaster schencki
Crematogaster schencki är en myrart som beskrevs av Auguste-Henri Forel 1891. Crematogaster schencki ingår i släktet Crematogaster och familjen myror. Inga underarter finns listade i Catalogue of Life.

## Bildgalleri

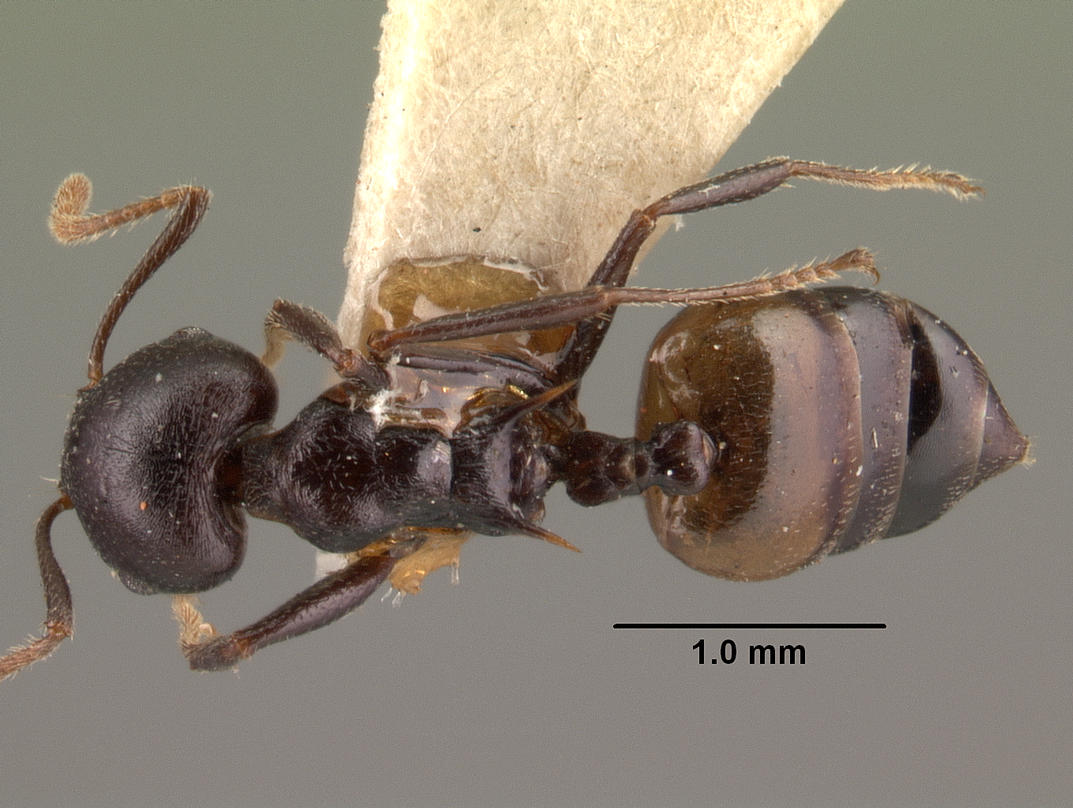
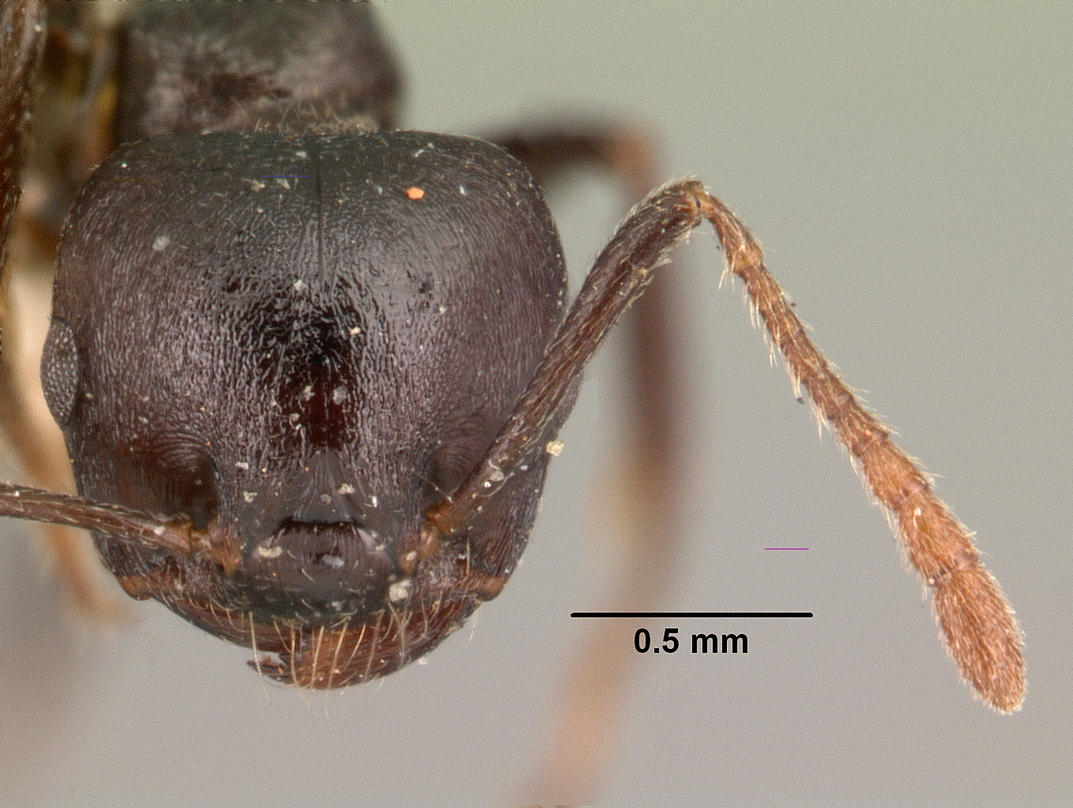
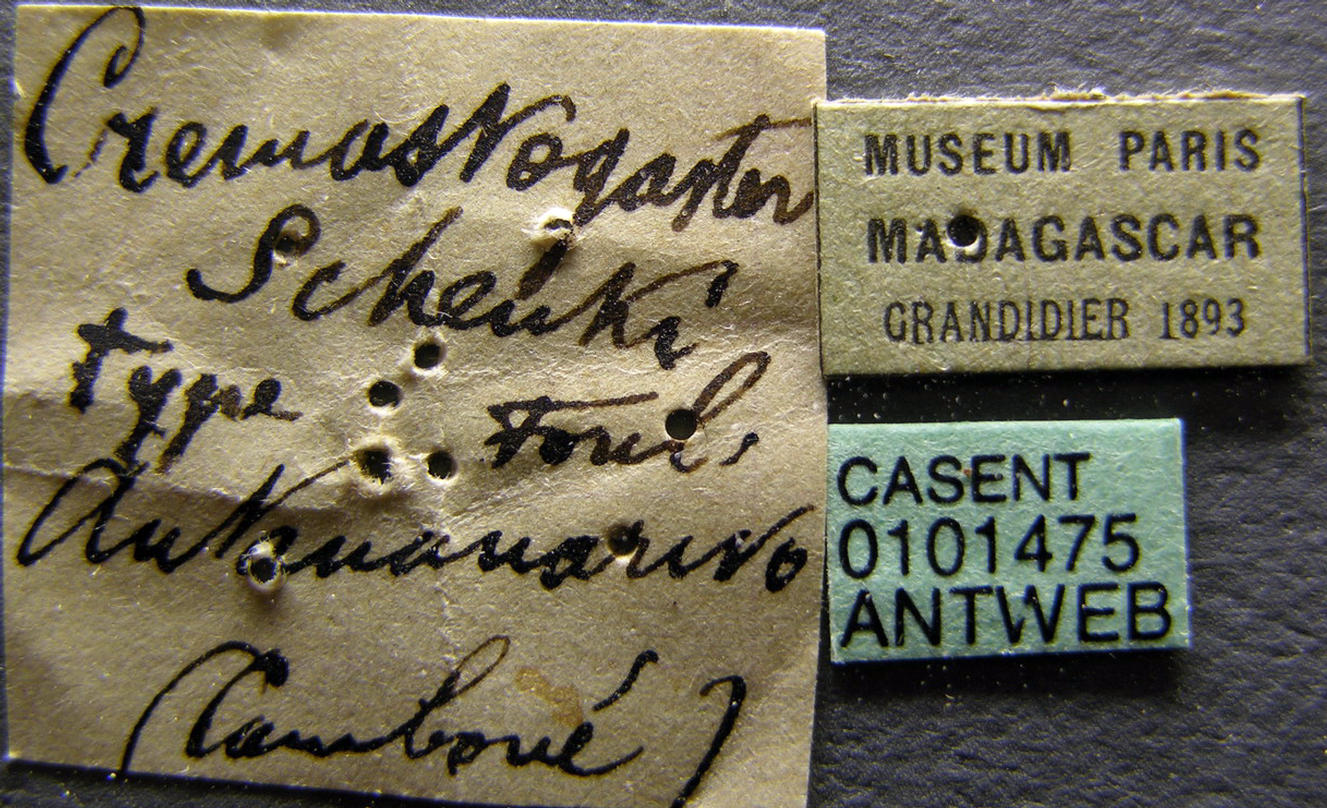
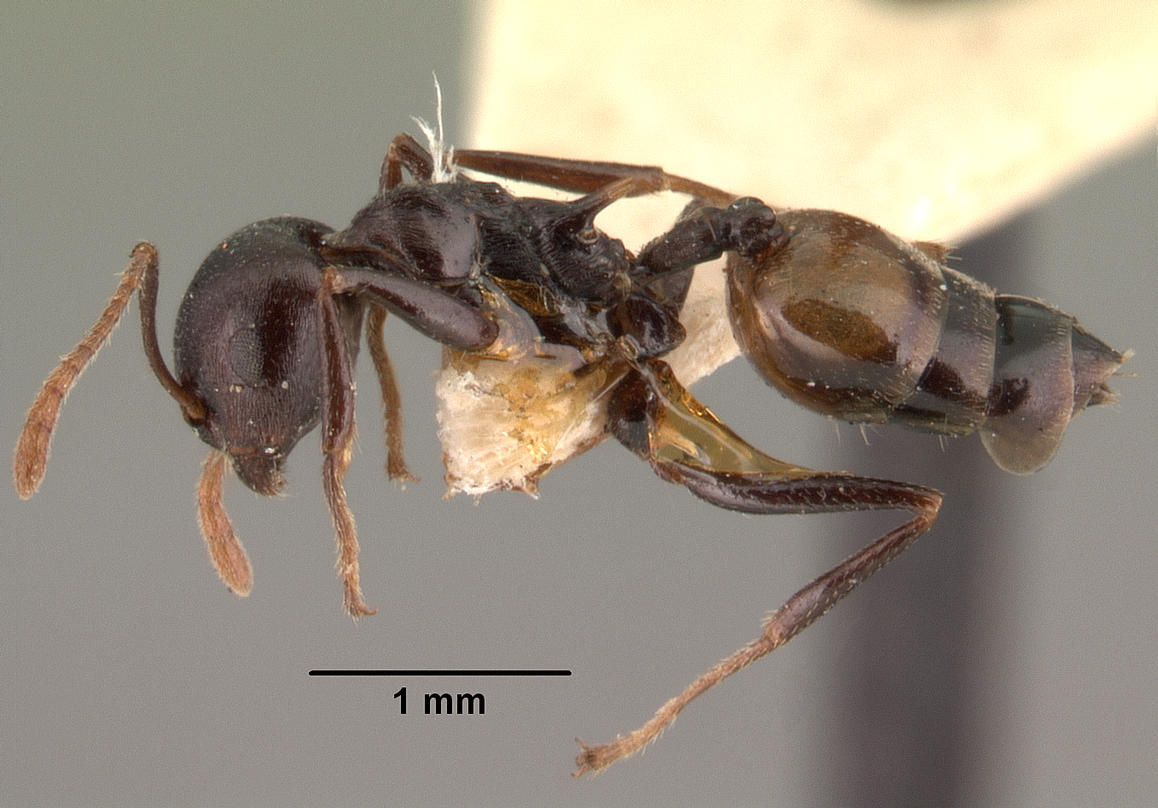
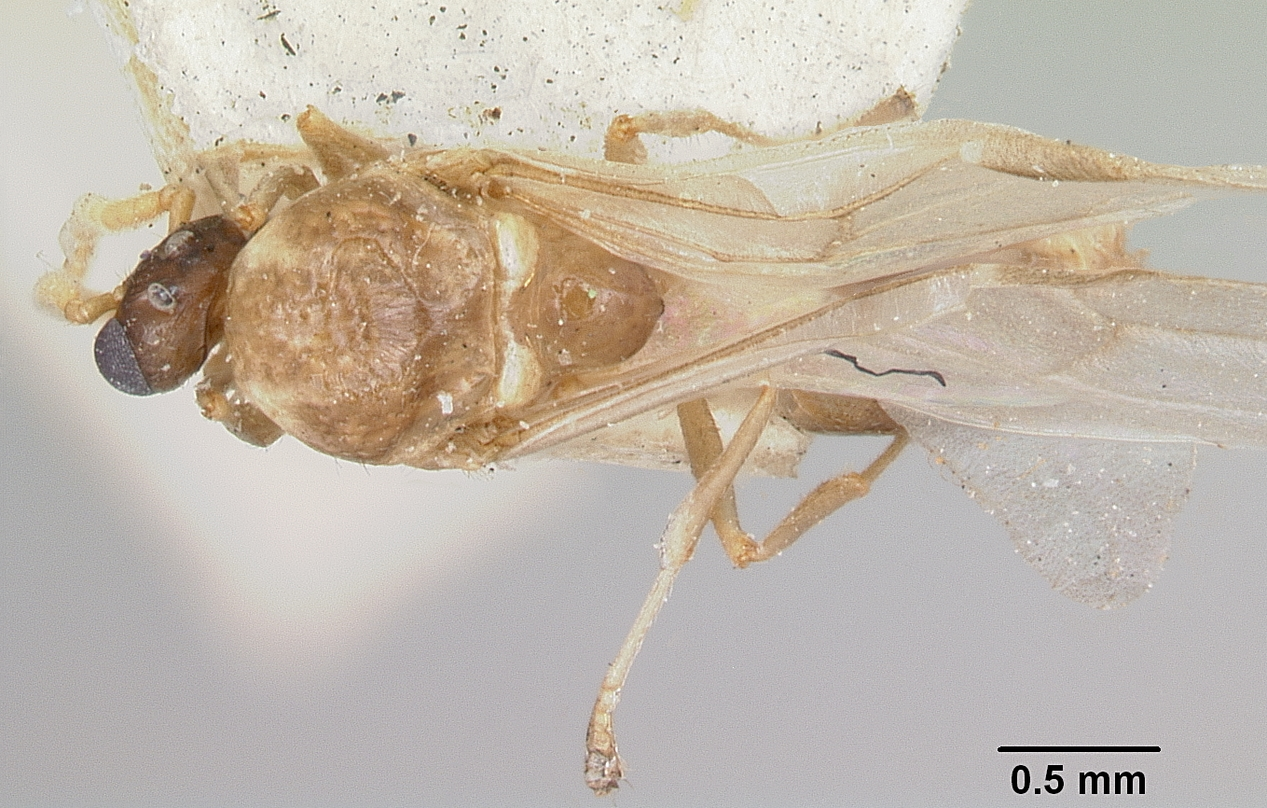
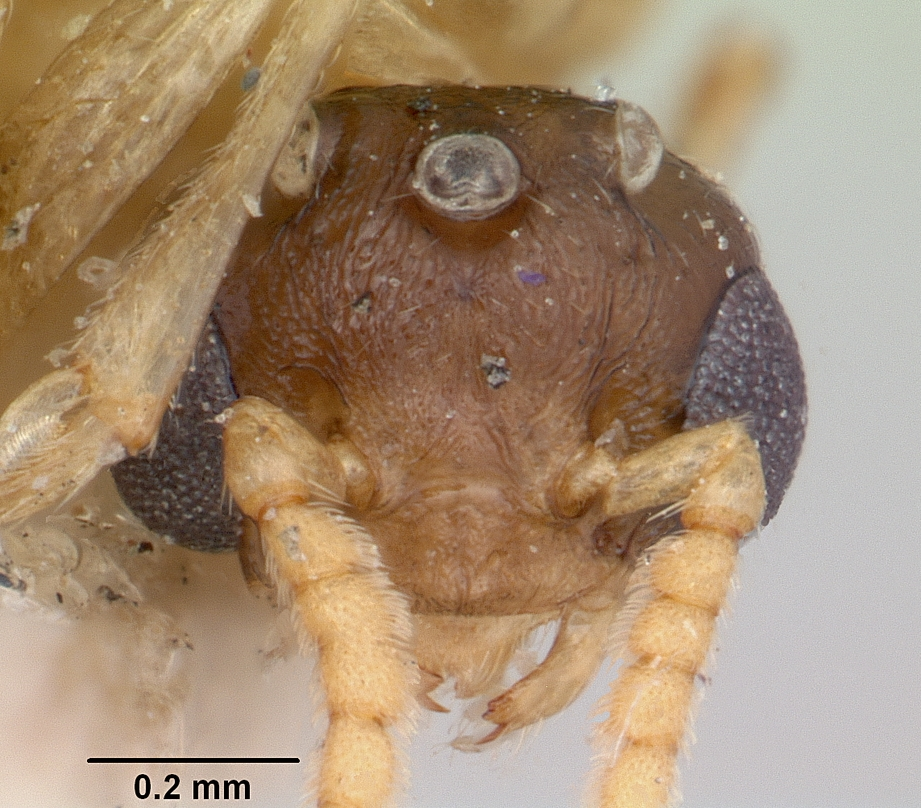